# ایست برینرد (تنسی)
ایست برینرد (به انگلیسی: East Brainerd) یک منطقهٔ مسکونی در ایالات متحده آمریکا است که در شهرستان همیلتون، تنسی واقع شده‌است. ایست برینرد ۲۲٫۵ کیلومتر مربع مساحت و ۱۴٬۱۳۲ نفر جمعیت دارد و ۲۲۴ متر بالاتر از سطح دریا واقع شده‌است.